# Schulhiwka (Dnipro, Petrykiwka)
Schulhiwka (ukrainisch Шульгівка; russisch Шульговка Schulgowka) ist ein Dorf in der ukrainischen Oblast Dnipropetrowsk mit etwa 1100 Einwohnern (2004).

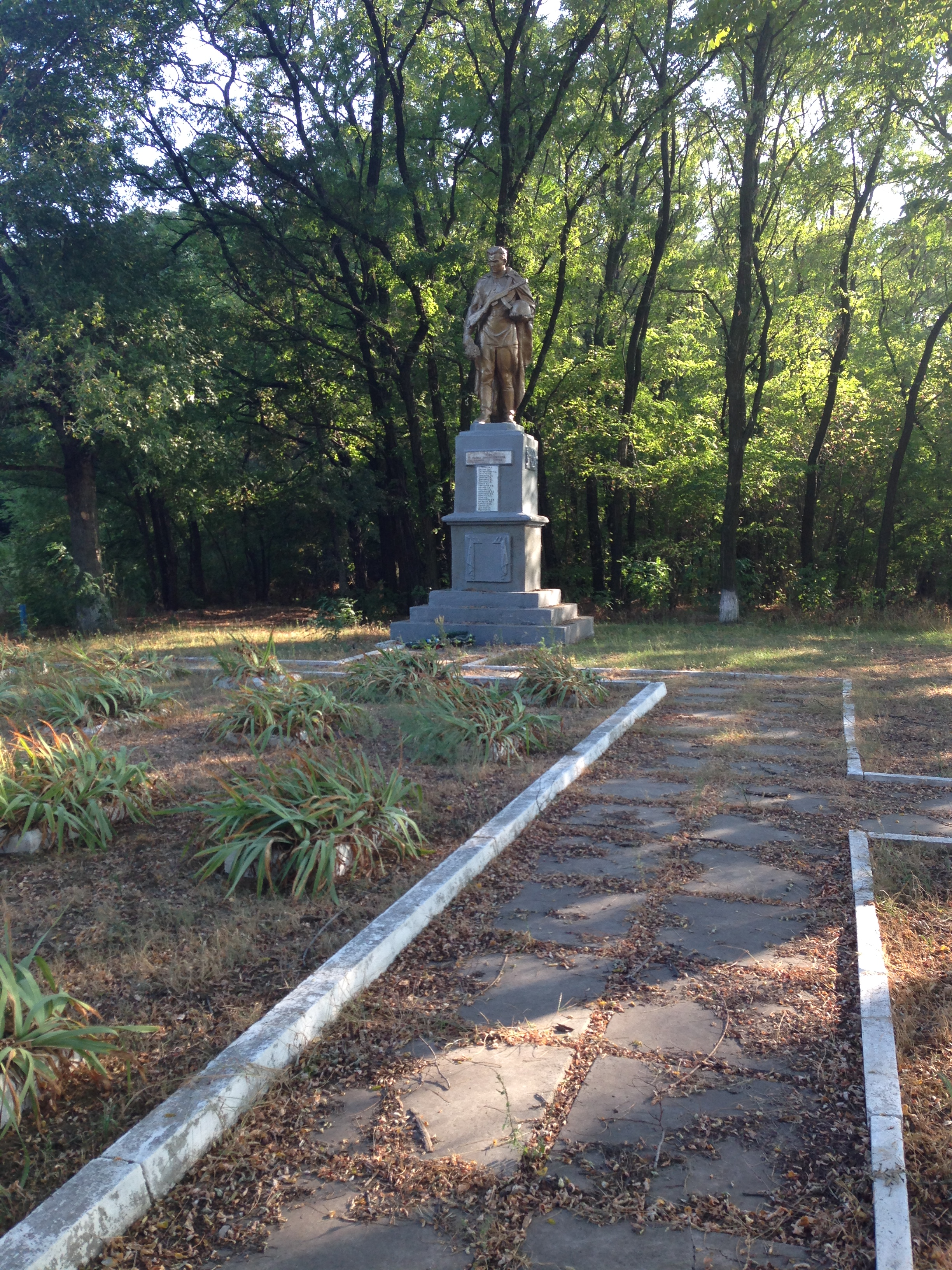
Denkmal im Ort

Das Mitte des 18. Jahrhunderts gegründete Dorf liegt 3 km nördlich vom linken Ufer des zum Kamjansker Stausee angestauten Dnepr am Beginn des Dnepr-Donbas-Kanals und an der Territorialstraße T–04–12. Das ehemalige Rajonzentrum Petrykiwka befindet sich 20 km östlich und die Oblasthauptstadt Dnipro 70 km südöstlich des Dorfes.
Am 12. Juni 2020 wurde das Dorf ein Teil der neugegründeten Siedlungsgemeinde Petrykiwka, bis dahin bildete es zusammen mit den Dörfern Plaweschtschyna (Плавещина), Sorotschyne (Сорочине) und Sudiwka (Судівка) die gleichnamige Landratsgemeinde Schulhiwka (Шульгівська сільська рада/Schulhiwska silska rada) im Westen des Rajons Petrykiwka.
Am 17. Juli 2020 kam es im Zuge einer großen Rajonsreform zum Anschluss des Rajonsgebietes an den Rajon Dnipro.